# Marcus Simaika
Marcus Simaika Pascha (auch Murqus Simaykah, * 1864; † 2. Oktober 1944) war ein ägyptischer Beamter und Begründer des Koptischen Museums in Kairo.

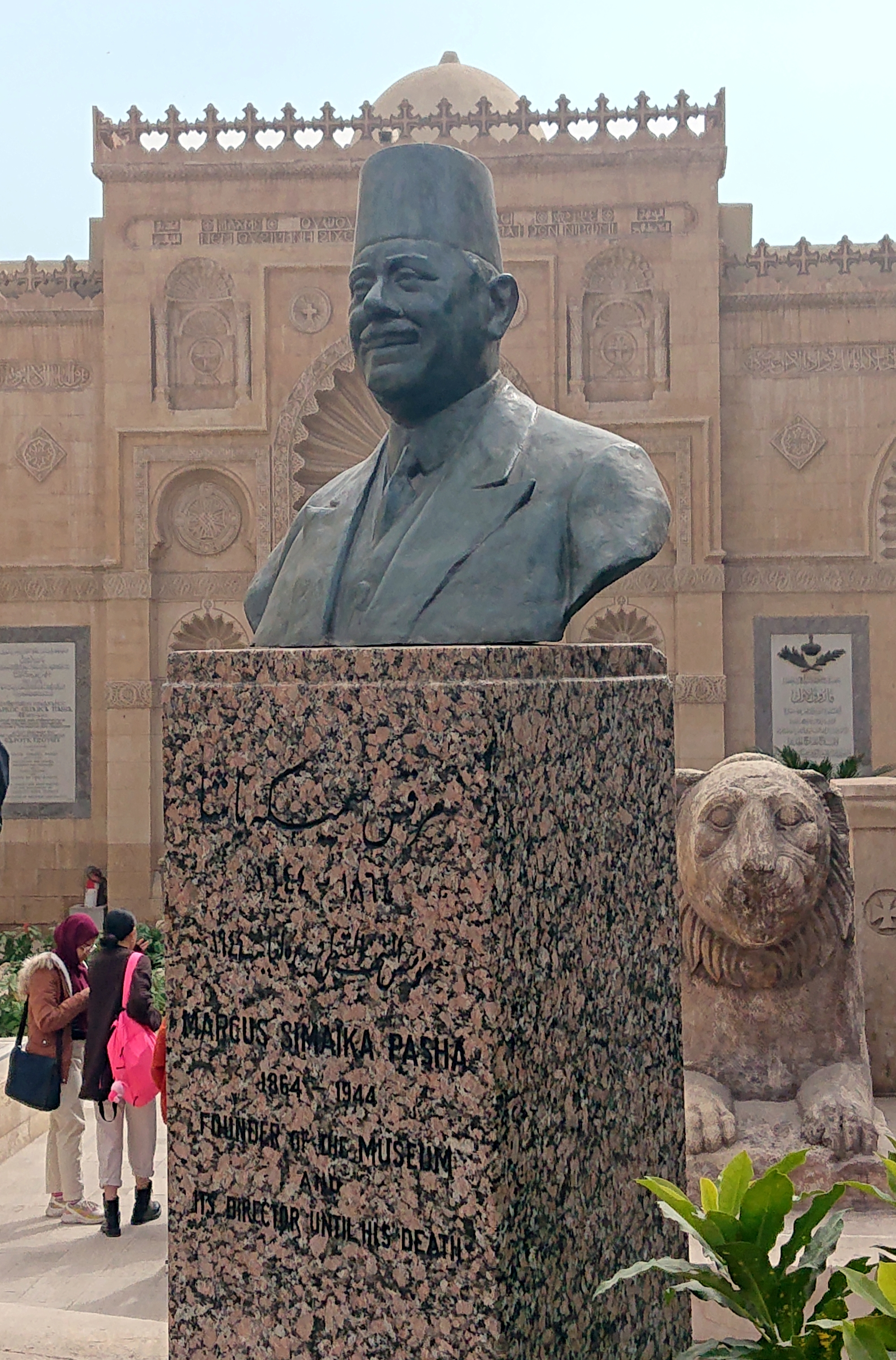
Büste für Marcus Simaika auf dem Freigelände des Koptischen Museums in Kairo

Marcus Simaika, aus einer christlich-koptischen Familie stammend, arbeitete als Beamter u. a. für die ägyptischen Staatsbahnen. Ab 1906 war er Mitglied und später Vorsitzender des Komitees zur Erhaltung der arabischen Denkmäler, zu denen er auch die koptischen Kirchen hinzunahm. 1908 begründete er das Koptische Museum und wurde sein erster Direktor bis zu seinem Tode, auch nach der Übernahme des Museums durch den ägyptischen Staat 1931.
Er war Commander of the Order of the British Empire sowie Mitglied der Society of Antiquaries of London.

## Veröffentlichungen (Auswahl)
- Catalogue of the Coptic and Arabic manuscripts in the Coptic museum, the Patriarchate, the principal churches of Cairo and Alexandria and the monasteries of Egypt. Kairo 1939–1942.